# Lost Planet: Extreme Condition
Lost Planet: Extreme Condition (ロストプラネット エクストリームコンディション) là trò chơi điện tử thể loại bắn súng góc nhìn thứ ba do Capcom phát triển và phát hành cho các hệ Xbox 360, máy tính cá nhân và PlayStation 3. Trò chơi đã phát hành tại Nhật Bản vào ngày 21 tháng 12 năm 2006 sau đó ra thị trường quốc tế vào ngày 21 tháng 12 năm 2006. Ban đầu trò chơi chỉ định phát triển cho Xbox 360 nhưng sau đó đã được phát triển cho các hệ khác.
Trò chơi lấy bối cảnh tương lai trên một hành tinh băng giá khắc nghiệt khi mà Trái đất đã trở nên không thể sống được. Khi khai phá hành tinh này thì con người đã kích động các sinh vật bản địa trên hành tinh gọi là Akrid với bề ngoài giống như các côn trùng khổng lồ và bị đẩy ra khỏi hành tinh này, nhưng sau đó con người đã lại với quân đội và tìm cách chống lại các Akrid cũng như thời tiết cực kỳ khắc nghiệt trên hành tinh này. Trò chơi xoay quanh Wayne người cùng cha và các chiến binh của mình chống lại một Akrid khổng lồ, thất bại nặng nề và Wayne bị đóng băng trong tuyết vòng 30 năm trước khi được hồi sinh và quyết định tìm lại Akrid đó để báo thù cho cha mình cũng như cố gắng giúp một nhà khoa học triển khai kế hoạch biến thời tiết trên hành tinh này trở nên thích hợp với sự sống của con người hơn. Trong trò chơi người chơi sẽ phải tìm cách di chuyển và chiến đấu rất nhanh để T-ENG nguồn nguyên liệu giữ cho cơ thể sống không bị đóng băng không cạn hết khi chưa kết thúc nhiệm vụ. T-ENG có thể tìm thấy và bổ sung sau khi hạ được các Akrid hay từ bất kỳ thứ gì có thể phá hủy được từ đống phế tích của con người phải bỏ lại trong lần đầu khai phá hành tinh. Ngoài các loại súng cơ bản người chơi còn có thể điều khiển các mecha xuất hiện rải rác trong trò chơi với sức mạnh cao để chống lại các Akrid khổng lồ nhưng nhiên liệu và đạn dược có hạn.
Trò chơi đã nhận được các đánh giá khác nhau nhưng hầu hết là tích cực và được xem là thành công khi đã tiêu thụ được 1,37 triệu bản tính đến tháng 3 năm 2007. Các phiên bản tiếp theo của trò chơi là Lost Planet 2 đã phát hành vào ngày 11 tháng 5 năm 2010 và Lost Planet 3 đã phát hành vào ngày 27 tháng 8 năm 2013.

## Phát triển
Việc phát triển Lost Planet đã được Capcom công bố từ ngày 10 tháng 12 năm 2005 trong một cuộc họp báo với việc thông báo các vị trí trong việc thực hiện như Takeuchi Jun làm đạo diễn cũng như đầu tư, Ohguro Kenji lo phần thiết kế và Kurosaw Shin viết cốt truyện. Cũng trong cuộc họp báo này Capcom đã nói rằng thiết kế nhân vật sẽ giống như thường lệ là dựa trên người thật và người được chọn làm mẫu cho trò chơi là Lee Byung-hun. Để tạo hình từ việc quét khuôn mặt Capcom đã sử dụng một chương trình gọi là Face Robot.
Lost Planet được giới thiệu ra công chúng trong Hội chợ triển lãm Giải trí điện tử (E3) 2006. Tại đó một đoạn phim giới thiệu và một đoạn chơi thử đã được ra mắt cũng như giải thích việc Capcom chọn hệ Xbox 360 làm hệ máy chính của trò chơi là do tính kinh tế.

## Phát hành
Trò chơi đã phát hành tại Nhật Bản vào ngày 21 tháng 12 năm 2006 sau đó ra thị trường quốc tế vào ngày 21 tháng 12 năm 2006. Phiên bản quốc tế có phiên bản sưu tập có hình bìa khác, đính kèm với một artbook, một đĩa chứa các đoạn phim cắt cảnh cũng như các bản đồ cho phần chơi mạng vốn không có khi đó nhưng được cung cấp miễn phí tháng sau.
Phiên bản đặc biệt có tên Lost Planet: Colonies chỉ được phát hành trên hệ Xbox 360 và Microsoft Windows phát hành tại Bắc Mỹ vào ngày 27 tháng 5 năm 2008 sau đó quay về Nhật ngày 29 tháng 5 năm 2008. Phiên bản này thêm nhiều bản đồ để chơi nối mạng cũng như chế độ Human vs Akrid và nhiều nhân vật, vũ khí mới. Phiên bản này cũng cung cấp một chế độ chơi đơn mới là Score Attack, Time Trial Battle Mode cũng như bổ sung thêm chế độ bắn súng góc nhìn thứ nhất. Tuy nhiên phiên bản này không tương thích với Lost Planet nguyên bản vì thế nếu muốn chơi nối mạng thì những người nối mạng phải dùng cùng phiên bản.
Capcom cũng đã tung ra các gói mở rộng dùng để tải về trong đó có nhiều bản đồ mới. Ngoài ra còn có gói mở rộng dành cho phiên bản trên hệ máy tính cá nhân bổ sung thêm các nhân vật mới cũng như thêm các trang phục từ các dòng trò chơi khác.

## Đón nhận

### Phản hồi chung
Trò chơi đã nhận được các đánh giá khác nhau nhưng hầu hết là tích cực. Tạp chí Famitsu đã đánh giá trò chơi là 36/40 với nhận xét "Ấn tượng" từ Gamasutra. GameRankings và Metacritic đã đánh giá phiên bản trên hệ Xbox 360 là 78,56% và 79/100, phiên bản trên PlayStation 3 là 70,19% và 67/100 và phiên bản trên hệ máy tính cá nhân là 67% và 66%, tính cả điểm số 36/40 từ tạp chí trò chơi của Nhật Bản Famitsu, nơi Gamasutra được miêu tả là "rất tuyệt vời".. Đồ họa của Lost Planet được đánh giá cao nhưng phàn nàn về hệ thống điều khiển và lồng tiếng cũng như có đoạn bị tụt khung hình. Hầu hết đánh giá đều thích tiền đề và cấu trúc của trò chơi, và nó được so sánh như Bionic Commando và Mega Man. Phong cảnh lạnh lẽo trên hành tinh được xem như một thay đổi thiết lập chung trong các trò chơi bắn súng thường thấy chẳng hạn như các cảnh chiến tranh thế giới thứ 2. GameSpy đã nhận xét "Nó gợi nhiều liên tưởng mà các cảnh đô thị bỏ hoang, trong tàu vũ trụ, hay chiến trường nảy lửa trong thế chiến thứ hai không thể diễn tả được.". Hệ thống bắt người chơi phải liên tục di chuyển để tìm T-Eng để duy trì sự tồn tại được xem là nét mới lạ nếu chưa nói tới việc nó đặc biệt khó. Erik Brudvig tại IGN đã nói "Năng lượng không tiêu hao đủ nhanh để trở thành một vấn đề nghiêm trọng trong hầu hết các cấp độ nhưng nó là động lực bắt buộc người chơi phải nhảy vào các trận chiến lớn tiếp ngay sau đó.".
Đồ họa của Lost Planet được giá cao ở hệ Xbox 360 và máy tính cá nhân. VideoGamer.com đã nhận xét "Một trong những trò chơi có đồ họa ấn tượng nhất trên hệ Xbox 360" cũng như các đánh giá trên các trang mạng chuyên về trò chơi điện tử khác là "Đáng kinh ngạc", "Tuyệt đẹp", "Hình ảnh tuyệt vời". Tuy nhiên khi chuyển sang hệ PlayStation 3 thì không được tốt lắm. PAL Gaming Network tại Úc đã đánh giá "Phiên bản PlayStation 3 đã bị bỏ mặc so với Xbox 360 trong khoảng làm bóng và tốc độ xử lý cũng như có các khác biệt đáng chú ý khi bạn bật hai phiên bản này cạnh nhau. Đây thật sự đáng thất vọng khi mà nó ra mắt sau đến cả năm.".Phần âm thanh nhận được ý kiến khác nhau từ bình thường đến tốt. Phần lồng thì lại bị phàn nàn khá nhiều. GameSpot đã nhận xét "Phần lồng tiếng cứng ngắc và nghe thật là giả tạo.". Thiết kế các Akrid đã nhận được đón nhận nồng nhiệt và được so sánh với các quái vật trong Panzer Dragoon, Dune và Starship Troopers. IGN đã nhận xét "Từ những côn trùng khổng lồ trên mặt đất trông giống như đi trực tiếp ra từ trí tưởng tượng của Frank Herbert đến những con bướm khổng lồ bay trên bầu trời trông tuyệt đẹp và đáng sợ.". Những trận chiến với các Akrid khổng lồ được đánh giá là vĩ đại và hoành tráng. PAL Gaming Network đã so sánh các trận chiến này với các trận trong Wander to Kyozō. thiết kế nhân vật thì lại không nhận được đánh giá tốt như thế đặc biệt là nhân vật chính. Nhận xét phàn nàn xoay quanh tên của nhân vật, thiếu sự phát triển và không có khả năng thu hút. Phàn nàn phổ biến khác là cốt truyện của trò chơi, được mô tả là khó hiểu, phức tạp, và truyền đạt kém. GameSpot đã nhận xét phần này là "Câu chuyện ban đầu là trả thù. Khi câu chuyện tiếp tục, thì nó bắt đầu phát triển rộng hơn và phức tạp hơn với các nhân vật khác xuất hiện, kết quả là nó bay ra ngoài tầm kiểm soát.". 
Phần chơi mạng nhận được nhiều đánh giá khác nhau. Các đánh giá nhìn chung hài lòng về các tùy chọn của trò chơi nhưng thất vọng là phần nối mạng chỉ chơi trực tuyến chứ không thể hợp tác. GamePro đã phàn nàn về hệ thống kết nối của phiên bản Xbox 360 là nó sẽ "đá" tất cả người đang nối mạng ra khỏi trận chiến nếu nếu máy chủ gặp vấn đề về kết nối. Còn phiên bản trên hệ máy tính cá nhân thì gặp vấn đề về kỹ thuật khiến nhiều người không thể chơi nối mạng.

### Bán hàng
Lost Planet: Extreme Condition nhận được các phản hồi từ trung bình đến tích cực. Phiên bản chơi thử của Lost Planet đứng ở hạng trong mục các bản chơi thử được tải về nhiều nhất của Xbox Live vào tháng 9 năm 2007. và đứng thứ 10 trong danh sách các trò chơi nối mạng nhiều người chơi nhất năm 2007. Phiên bản Xbox 360 được xếp hạng bán chạy nhất ở Bắc Mỹ và Anh cũng như là trò chơi hệ Xbox 360 bán chạy nhất tại Bắc Mỹ trong tháng 1 năm 2007 với 329.000 được tiêu thụ. Capcom đã phân phối 1,37 triệu bản trên toàn thế giới tính đến tháng 3 năm 2007. Phiên bản trên hệ PlayStation 3 được xếp hạng bán chạy nhất ở Nhật Bản và Bắc Mỹ. Phiên bản trên hệ máy tính cá nhân thì đứng ở hạng 2 về doanh số tại Nhật Bản trong tuần đầu tiên phát hành.

### Giải thưởng
IGN đã cho phiên bản Xbox 360 danh hiệu Bình chọn của ban biên tập, cũng như giành được danh hiệu Trò chơi Xbox 360 hay nhất tại sự kiện Games Convention 2006. 1UP.com đã trao cho trò chơi danh hiệu Trò chơi hành động hay nhất tại Hội chợ triển lãm Giải trí điện tử (E3) 2006, và giải thưởng "Trò chơi Xuất sắc" tại Giải thưởng trò chơi Nhật Bản năm 2007.  Công tác quảng bá trò chơi cũng nhận được các danh hiệu khác nhau năm 2007 như tại sự kiện MI6 do Hiệp hội tiếp thị tương tác điện tử tổ chức thì trò chơi đã giành được giải Vàng cho phiên bản đặc biệt và giải Bạc cho các áp phích quảng cáo và phim giới thiệu. Phần âm thanh của trò chơi cũng được đề cử danh hiệu Âm thanh phim cắt cảnh hay nhất và Thiết kế âm thanh của năm tại Game Audio Network Guild 2007 nhưng Gears of War đã giành được hai danh hiệu này.